# 張譚
張譚（?—?），琅邪郡人，字仲叔，西漢御史大夫。
張譚原来担任光禄大夫，汉元帝永光四年（前40年）汉元帝以張譚为京兆尹，担任四年，因为不胜任免职。竟宁元年（前33年），御史大夫李延寿去世，朝中大臣举荐冯野王。汉元帝使尚书选第中二千石，冯野王行能第一。汉元帝说：“吾用冯野王为三公，后世必然说我对后宫亲属有偏私。”于是下诏：“刚强坚固，确然亡欲，说的是大鸿胪冯野王。心辨善辞，可使四方，说的是少府五鹿充宗。廉洁节俭，说的是太子少傅张谭。以太子少傅张谭为御史大夫。”于是由張譚接替担任御史大夫。汉成帝时，石显专权，张谭阿附畏事，不敢言，石显免官，张谭奏石显旧恶之事。建始三年（前30年），因为选举不实张谭被免官，尹忠继任。
1973年西安市未央区红庙坡三队出土张谭之印，瓦钮，正方形印面，阴文。铜质，印面1.8×1.8厘米，钮高0.8厘米，通高1.6厘米，重20克。
| 西漢          |                            |             |
| 漢帝國官銜    |                            |             |
| 前任： 李延寿 | 西汉御史大夫 前33年—前30年 | 繼任： 尹忠 |